# Cymbaeremaeus cymba
Cymbaeremaeus cymba är en kvalsterart som först beskrevs av Hercule Nicolet 1855.  Cymbaeremaeus cymba ingår i släktet Cymbaeremaeus och familjen Cymbaeremaeidae. Inga underarter finns listade i Catalogue of Life.